# Букаревац
Букаревац (на сръбски: Букаревац или Bukarevac; на албански: Bukuroci) е село в Югоизточна Сърбия, Пчински окръг, община Прешево.

## История
Според статистиката на Васил Кънчов („Македония. Етнография и статистика“) от 1900 година Букоровче е населявано от 270 жители българи християни. По данни на секретаря на Българската екзархия Димитър Мишев („La Macédoine et sa Population Chrétienne“) в 1905 в Букуровци (Boukourovtzi) има 56 българи патриаршисти гъркомани.
Според преброяването на населението от 2002 г. селото има 905 жители.
Данните за етническия състав на населението са от преброяването през 2002 г.
- албанци – 899 жители (99,33%)
- неизвестно – 6 жители (0,66%)

Албанците в община Прешево бойкотират проведеното през 2011 г. преброяване на населението.